# 三劍客 (1948年電影)
《三劍客》（英語：The Three Musketeers）是一部1948年的特藝七彩冒险片，由喬治·希德尼导演，羅伯特·阿德里编剧，金·凱利和拉娜·特纳主演，改编自大仲马1844年经典小说《三劍客》。

## 剧情
達太安是一个没有经验的加斯科涅青年，前往巴黎加入精英国王火枪队。途中，他在路边的旅馆遇到了一位神秘的女士。当他与她的一个护卫打架时，她起了疑心，把他打晕了。他父亲写给火枪手指挥官德特勒维尔的介绍信被烧毁。当他醒来时，他继续往城里走。
在巴黎，他还是向德特勒维尔介绍了自己。德特雷維爾听了達太安对他的一个袭击者的描述后，让他成为了一名学员。達太安在人群中发现了这个人，急忙與他對質，惹惱了三個最熟練的火槍手：阿多斯、波爾多斯和阿拉密斯。每个人都向他提出決鬥的挑战。当这三个火枪手得知他们都在指定的地点与同一个人决斗时，他们都被逗樂了。然而，在他们开始決鬥之前，他们被黎塞留的卫兵打断。卫兵们想逮捕火枪手们。達太安和他们一起消灭了他们的敌人。结果，他们都欢迎他加入他们的行列。
后来，達太安救出了安妮皇后的心腹康斯坦丝·博纳西厄，并与之相爱。皇后的丈夫路易十三国王送给她一套相配的12颗钻石耳钉。愚蠢的是，她把它们送给了她的情人，英国首相白金汉公爵。黎塞留知道了皇后的不检点行为，看到了劝说国王与英国开战的方法。黎塞留安排了一场舞会，并建议路易让皇后佩戴钻石。
達太安和他的三个朋友自愿前往英国取回珠宝，但在路上，他们遭到了黎塞留的人的伏击。火枪手们一个接一个地被迫留下挡住追兵。最后，只有達太安和他的仆人普朗谢到达了公爵那里。然而，黎塞留已经派美丽的德温特伯爵夫人去偷两个耳钉。公爵的珠宝匠很快就制作出了替代品，達太安飞奔回法国。他及时赶到，将皇后从耻辱中拯救出来。
黎塞留绑欣赏達太安的机智，绑架了康斯坦丝，想让他为自己效力。他还委派德温特帮助劝说達太安。達太安想从伯爵夫人那里得知康斯坦丝被关在哪里，但却开始被她的魅力所迷惑。阿多斯发现德温特其实是他奸詐的妻子，他告诉了達太安，但達太安并不相信。然后，達太安在她的肩膀上看到了一个烙印，那是罪犯的标记，就像阿多斯告诉他的那样。
英国和法国之间爆发了战斗。皇后释放了康斯坦丝，并把她送到白金汉那里寻求安全。战争对黎塞留不利，他给了德温特一份全权委托书，派她去英国刺杀他的敌人。火枪手们知道了这个阴谋，并派普朗谢去警告公爵。阿多斯与米萊狄对峙，夺回了全权委托书，以证明黎塞留的背叛行为。德温特被公爵关进监狱，由康斯坦丝看管，但德温特先杀了她，然后又杀了白金汉。
達太安和阿多斯回到法国，将德温特绳之以法。德特勒维尔警告火枪手们，她受到黎塞留的保护。
阿拉密斯回忆起她和黎塞留之间的一次谈话，内容是关于在里尔附近授予一个头衔和一座庄园。这座庄园就是阿多斯的祖屋。她在庄园里被抓，乞求怜悯未果，尽管她的丈夫仍然爱她。見無處可逃，她决定体面地走向刑场。火枪手们被黎塞留的手下抓获，并被送回王宫接受审判。
当黎塞留准备将他们判处死刑时，達太安拿出了全权委托书。黎塞留不得不向路易国王建议，同意满足阿拉密斯进入修道院的愿望；给波爾多斯介绍给一个富有的寡妇；恢复阿多斯的头衔和土地；任命達太安为火枪手，并派往英国，因为“英国人的生活太乏味了”。四人得意洋洋地離去。

## 演员表
- 拉娜·特纳 饰 米萊狄，德溫特伯爵夫人
- 金·凱利 饰 達太安
- 琼·阿利森 饰 康斯坦丝·博納西厄
- 凡·赫夫林 饰 阿多斯
- 安吉拉·蘭斯伯里 饰 安妮皇后
- 弗蘭克·摩根 饰 路易十三
- 文森特·普莱斯 饰 黎塞留。米高梅不想冒冒犯羅馬天主教徒的風險，確保該角色從未被稱為紅衣主教。[4]
- 基南·懷恩（英语：Keenan Wynn） 饰 普朗谢
- 約翰·薩頓（英语：John Sutton (actor)） 饰 白金汉公爵
- 吉格·扬 饰 波尔多斯
- 羅伯特·庫特（英语：Robert Coote） 饰 阿拉密斯
- 雷金納德·歐文（英语：Reginald Owen） 饰 特勒维尔
- 索爾·戈斯（英语：Sol Gorss） 饰 瑞薩克，黎塞留衛隊的一名軍官（未署名）
- 伊恩·凱思（英语：Ian Keith） 饰 罗什福尔，黎塞留的主要心腹羅什福爾。凱思重新扮演了1935年版本（英语：The Three Musketeers (1935 film)）中的罗什福尔一角。
- 帕特里夏·梅迪納（英语：Patricia Medina） 饰 姬蒂，德溫特夫人的女僕
- 理查德·斯塔普利（英语：Richard Stapley） 饰 阿尔贝
- 拜倫·福爾格（英语：Byron Foulger） 饰 博納西厄（未署名）
- 保羅·紐蘭（英语：Paul Newlan） 饰 火槍手衛兵（未署名）
- 吉爾·柏金斯（英语：Gil Perkins） 饰 费尔顿（未署名）
- 迪克·西蒙斯（英语：Dick Simmons） 饰 瓦爾德伯爵（未署名）
- 羅伯特·沃威克（英语：Robert Warwick） 饰 老達太安（未署名）
- 阿爾貝托·莫林（法语：Alberto Morin） 饰 巴赞（未署名）